# 底に関する指数函数

Représentation graphique de la fonction exponentielle de base e (en noir), de base 10 (en rouge) et de base 1/2 (en bleu).

実解析における底 a の指数函数（しすうかんすう、英: exponential of base a）expa は、実数 x を実数 ax へ写す函数である。これが実函数として意味を持つのは a が真に正の実数であるときに限る。これは自然数全体で定義された n を an へ写す函数の、実数全体を定義域とする拡張である。したがってこれを、幾何数列の連続版と見ることができる。自然指数函数と自然対数函数を用いれば、{\displaystyle \exp _{a}(x)=a^{x}=e^{x\ln(a)}} と書くことができる。a を底とする指数函数を、1 において値 a をとり、和を積に変換する、ℝ 上で定義された唯一の連続函数として定義することもできる。a ≠ 1 に対し、底 a の対数函数の逆函数であり、その意味でこれらを逆対数函数（真数函数）と呼ぶこともある。a = e のとき、自然指数・自然対数に対応する。自然指数函数は、自身の導函数に比例し、0 において値 1 をとる唯一の ℝ 上の可微分函数である。
これらは母集団の大きさに比例する増大率を持つ物理的・生物学的現象のモデルとして用いることができる。
より一般に、適当なスカラー倍 N⋅ax も含めた意味で指数函数と呼ぶ場合もあるが、本項ではそのような意味では用いない。

## 冪乗から指数函数へ
狭義正の実数 a を考える。1 以上の整数 a に対して、an を a をそれ自身 n 個掛けたもの {\displaystyle \exp _{a}(n)=a^{n}:={\underset {n{\text{ factors}}}{\underbrace {a\times a\times \cdots \times a} }}} と定義するのは容易い。さらに {\textstyle a^{0}:=1} および {\textstyle a^{-n}:={\frac {1}{a^{n}}}} と定める。性質 {\textstyle a^{n+m}=a^{n}\times a^{m}} が成り立つことを見るのは容易い。
非整数 (有理数) r の冪乗 (有理数乗冪) ar は、{\displaystyle \exp _{a}(1/q)=a^{1/q}={\sqrt[{q}]{a}},} および {\displaystyle \exp _{a}(p/q)=a^{p/q}=({\sqrt[{q}]{a}})^{p}={\sqrt[{q}]{a^{p}}}} という「穴埋め」を行えば任意の有理数に対しては定義できる。
実数 x に対する ax の定義には連続性に関する議論を用いる。すなわち、x に限りなく近い有理数 p/q をとって、ax の値は ap/q の極限と定めるのである。
このような ax が何であるべきかという直観的アイデアの登場は非常に早く、冪記法の登場と同時期の17世紀には知られていたが、x ↦ ax が
- 函数であること
- 恒等式 ax + y = ax⋅ay が満たされる、すなわち和が積へ写ること
- 連続であること
- 対数函数（これは積を和に写す）の逆函数であること
- 微分可能であり、かつ導函数が原函数に比例すること

などが認識されるには次の18世紀半ばを待たねばならなかった。

## 定義
指数函数の定義の仕方には複数の観点が考えられ、和を積に写すという代数的性質によるもの、導函数に比例するという微分の性質に基づくもの、指数函数と対数函数の関係に基づくものなどが挙げられる。

### 代数的性質による
定義 1.実指数函数とは R から R への恒等的に零でない函数で、少なくとも一点において連続、かつ和を積に写す: つまり{\displaystyle f(u+v)=f(u)\times f(v)\quad (\forall u,v\in \mathbb {R} )}
を満足する任意の函数をいう。そのような函数 f は至る所連続かつ狭義正値であって、任意の実数 a > 0 に対して f(1) = a でただ一つ定まる f は底 a に対する指数函数 expa と呼ぶ。 
言い換えれば、これら函数は (R, +) から (R×
+ , ×) への群準同型であり、また指数函数全体の成す集合は R×
+  に f ↦ f(1) を通じて全単射である。関係式 {\displaystyle f(u)=f\left(2{\frac {u}{2}}\right)=\left[f\left({\frac {u}{2}}\right)\right]^{2}} は函数の正値性を保証する。函数方程式から、一点において函数が非零ならば任意の点で非零となることも保証される。
さて、前節で述べたような仕方で、任意の a > 0 に対し、有理数上で定義された函数 f で上記の函数方程式を満足し、1 において値 a をとる函数の存在と一意性が保証される。
連続性の証明 —と、ℚ の ℝ における稠密性により— 上記の函数方程式を満足し、1 において値 a を取り、少なくとも一点で連続な函数の一意性が保証される。その存在性は連続性による延長から得られる:
ここで、定数函数 1（これは a = 1 に対応する）を除いたこれらすべての函数 f : ℝ → ]0, +∞[ が全単射であることに注意を与えることができる。したがってこれらは、(R, +) から (R×
+ , ×) への群同型を与える。
それにより、f が微分可能で微分方程式 {\displaystyle f'(x)=f'(0)\times f(x)\quad {\text{ただし}}\quad f(0)=1} を満足することを示せる:

### 自然指数・対数函数による
定義 2.真に正の実数 a に対し、底 a に関する指数函数とは、ℝ 上定義された函数 {\displaystyle f(x)=e^{x\ln(a)}} を言う。ここに x ↦ ex は自然指数で ln は自然対数函数である。
これら函数は連続で、和を積に写し、1 において値 a をとる。

### 微分方程式による
定義 3.指数函数とは以下の微分方程式および初期条件 {\displaystyle f'=kf\quad (f(0)=1)} を適当な k に対して満足する任意の可微分函数を言う。
このような函数に対して、k はその導函数の 0 における値に等しいことに注意する。
k = 1 に対して解 (函数 exp) が存在することのみ知れていれば、任意の k に対する解は明らかに函数 x ↦ exp(kx) で与えられる。それが唯一の解であることが示せる。さらに言えば、この解が和を積に写すこと、したがってそれが a = exp(k) に対する代数的性質による定義と一致することが確かめられる。

### 対数函数の逆函数
定義 4.a ≠ 1 は真に正の実数とすると、底 a に対する対数函数  loga: R×
+  → R は全単射である。底 a に対する指数函数 expa とは、その逆函数を言う:{\displaystyle y=\exp _{a}(x)\quad (x\in \mathbb {R} ):\!\!\!\!{\stackrel {\text{def}}{{}\iff {}}}x=\log _{a}(y)\quad (y\in ]0,+\infty [).}
対数函数は、連続で、積を和に写し、a において値 1 をとるから、その逆函数は、連続で、和を積に写し、1 において値 a をとることが分かる。

## 性質

### 代数的性質
- 任意の真に正な実数 a, b と任意の実数 x, y に対し: {\displaystyle a^{x}=\exp(x\ln(a))=e^{x\ln(a)},\quad a^{x}=b^{x\log _{b}(a)},\quad a^{xy}=(a^{x})^{y}} が成り立つ。
- 写像 expa: x ↦ ax は (R, +) から (R×
+ , ×) へのアーベル群の準同型である: {\displaystyle a^{x+y}=a^{x}a^{y},\quad a^{0}=1,\quad {\frac {1}{a^{x}}}=a^{-x}.}
- これら準同型 expa の全体は、a ↦ expa を通じて (R×
+ , ×) に群同型: {\displaystyle a^{x}b^{x}=(ab)^{x},\quad 1^{x}=1,\quad {\frac {1}{a^{x}}}=\left({\frac {1}{a}}\right)^{x},\quad a^{1}=a.}したがって、(R, +) にも同型である（一径数群（フランス語版））。

### 函数の挙動
底 a の指数函数は R 上無限回微分可能であり、導函数は {\displaystyle \exp _{a}'(x)=\ln(a)\exp _{a}(x)} を満たす。
指数函数は常に正値であるから、その導函数の符号は ln(a) の符号のみによって決まる。したがって指数函数は、底 a が 1 より真に大きいとき狭義単調増大で、1 より真に小さいときには狭義単調減少、a = 1 のとき定数函数 1 である。
底 a の指数函数の極限は a と 1 との位置関係で決まる:
- a > 1 ならば {\displaystyle \lim _{x\to +\infty }a^{x}=+\infty ,\quad \lim _{x\to -\infty }a^{x}=0};
- a < 1 ならば {\displaystyle \lim _{x\to +\infty }a^{x}=0,\quad \lim _{x\to -\infty }a^{x}=+\infty .}

指数函数は冪函数に対して +∞ へ飛ばす極限で指数函数のほうが早く発散するという予測可能な挙動を示す: 
増大度の比較定理
任意の実数 a > 1 および b に対して {\displaystyle \lim _{x\to +\infty }{\frac {a^{x}}{x^{b}}}=+\infty } が成り立つ。
指数函数は対数凸（したがって凸）かつ対数凹である。

## 注